# Station Piła Kościelecka
Station Piła Kościelecka is een spoorwegstation in de Poolse plaats Piła Kościelecka.